# Kanaanismus

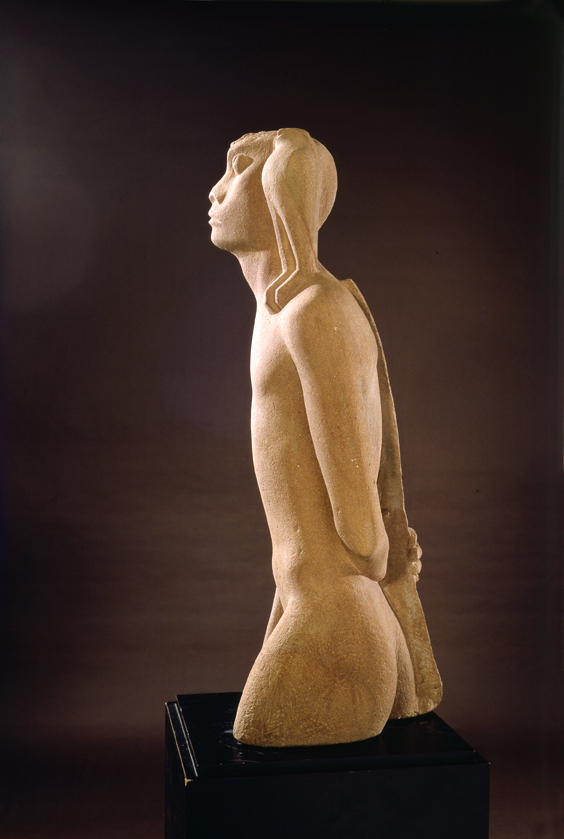
Die Skulptur Nimrod von Itzhak Danziger gilt als Ikone des Kanaanismus

Kanaanismus war eine Gegenbewegung gegen Zionismus, Judentum und Israelismus unter Intellektuellen in Palästina während der britischen Mandatszeit und im Staat Israel.  Avraham Shlonsky hatte den Begriff „Kanaanäer“ als Kritik an der Gruppe „Junge Hebräer“ geprägt, er wurde aber bald zur Selbstbezeichnung. Der Dichter Yonatan Ratosh gründete die „Kanaanäische Bewegung“. Die Mitglieder waren stets nur ein kleiner Kreis von Intellektuellen; Kanaanismus drückte aber in den 1940er Jahren das Lebensgefühl vieler junger Leute im Jischuw aus. Der Kanaanismus brach mit dem Diasporajudentum als sozialer Gruppe, mit dem Judentum als Religion und mit dem Judentum als Kultur. Während aus der Perspektive des orthodoxen Judentums säkularer Zionismus und Kanaanismus ein und das gleiche waren, distanzierte sich der Mainstream des säkularen Zionismus vom Kanaanismus und brandmarkte diesen als eine schädliche Häresie.

„Was war nun die Grundidee des Kanaanismus? Das wichtigste Element war ein nativistisches Verständnis der israelischen Nation … Es war nicht das kollektive Gedächtnis, das kulturelle Erbe, Ethnizität oder Biologie, was eine Nation schuf, sondern der physische Raum und die Sprache verwischten Unterschiede und wirkten als nationaler Schmelztiegel.“

Yaakov Shavit erläutert, dass es der Bewegung um eine Geschichtskonstruktion ging, die die politischen Ansprüche und Visionen der Hebräer im 20. Jahrhundert unterstützte. Bezugspunkt war die antike kanaanäische Kultur, wie sie durch die Ausgrabungen in Ras Schamra (Ugarit) bekannt geworden war. Träger dieser kanaanäischen Zivilisation waren demnach Israeliten, Phönizier, Kanaaniter, Edomiter, Moabiter und Amoriter; die Sprache dieses antiken Kulturraums sei Hebräisch gewesen. Weil die Phönizier der kanaanäischen Zivilisation zugerechnet wurden, war hier auch ein Gegenmodell zur griechischen und römischen Antike zur Hand (Karthago als Antagonist Roms).
Ron Kuzar sieht die Wurzeln des Kanaanismus im europäischen rechtsextremen politischen Spektrum, insbesondere dem italienischen Faschismus. Die Haltung gegenüber der arabischen Bevölkerung sei ambivalent gewesen: Militarismus und Machtpolitik gegenüber der arabischen Gesellschaft, aber eine einladende Offenheit gegenüber Arabern als Individuen. Die politische Agenda des Kanaanismus hielt einen künftigen Krieg für den einzigen Weg, um die Staaten und Gesellschaften des Fruchtbaren Halbmonds umzugestalten zu einem „hebräischen“ Kulturraum. Dort sollte weder ein jüdischer noch ein arabischer Staat entstehen, sondern ein Staatenverbund mit einer gemeinsamen Kultur und der gemeinsamen hebräischen Sprache. Die historische Aufgabe des Jischuw sei es, diese Veränderungen auf den Weg zu bringen.